# Centrothele lorata
Centrothele lorata is een spinnensoort uit de familie Lamponidae. De soort komt voor in Queensland.